# Yuri Zajarévich
Yuri Ivánovich Zajarévich –en ruso, Юрий Иванович Захаревич– (Dimitrovgrad, URSS, 18 de enero de 1963) es un deportista soviético que compitió en halterofilia.
Participó en los Juegos Olímpicos de Seúl 1988, obteniendo una medalla de oro en la categoría de 110 kg. Ganó cinco medallas en el Campeonato Mundial de Halterofilia entre los años 1981 y 1987, y ocho medallas en el Campeonato Europeo de Halterofilia entre los años 1981 y 1990.

## Palmarés internacional
| Juegos Olímpicos   | Juegos Olímpicos         | Juegos Olímpicos | Juegos Olímpicos |
| Año                | Lugar                    | Medalla          | Categoría        |
| ------------------ | ------------------------ | ---------------- | ---------------- |
| 1988               | Seúl (Corea del Sur)     | Medalla de oro   | 110 kg           |
| Campeonato Mundial |                          |                  |                  |
| Año                | Lugar                    | Medalla          | Categoría        |
| 1981               | Lille (Francia)          | Medalla de plata | 90 kg            |
| 1982               | Liubliana (Yugoslavia)   | Medalla de plata | 100 kg           |
| 1985               | Södertälje (Suecia)      | Medalla de oro   | 110 kg           |
| 1986               | Sofía (Bulgaria)         | Medalla de oro   | 110 kg           |
| 1987               | Ostrava (Checoslovaquia) | Medalla de oro   | 110 kg           |
| Campeonato Europeo |                          |                  |                  |
| Año                | Lugar                    | Medalla          | Categoría        |
| 1981               | Lille (Francia)          | Medalla de plata | 90 kg            |
| 1982               | Liubliana (Yugoslavia)   | Medalla de plata | 100 kg           |
| 1984               | Vitoria (España)         | Medalla de oro   | 110 kg           |
| 1985               | Katowice (Polonia)       | Medalla de oro   | 110 kg           |
| 1986               | Karl-Marx-Stadt (RDA)    | Medalla de oro   | 110 kg           |
| 1987               | Reims (Francia)          | Medalla de oro   | 110 kg           |
| 1988               | Cardiff (Reino Unido)    | Medalla de oro   | 110 kg           |
| 1990               | Ålborg (Dinamarca)       | Medalla de plata | 110 kg           |